# Dach krążynowy

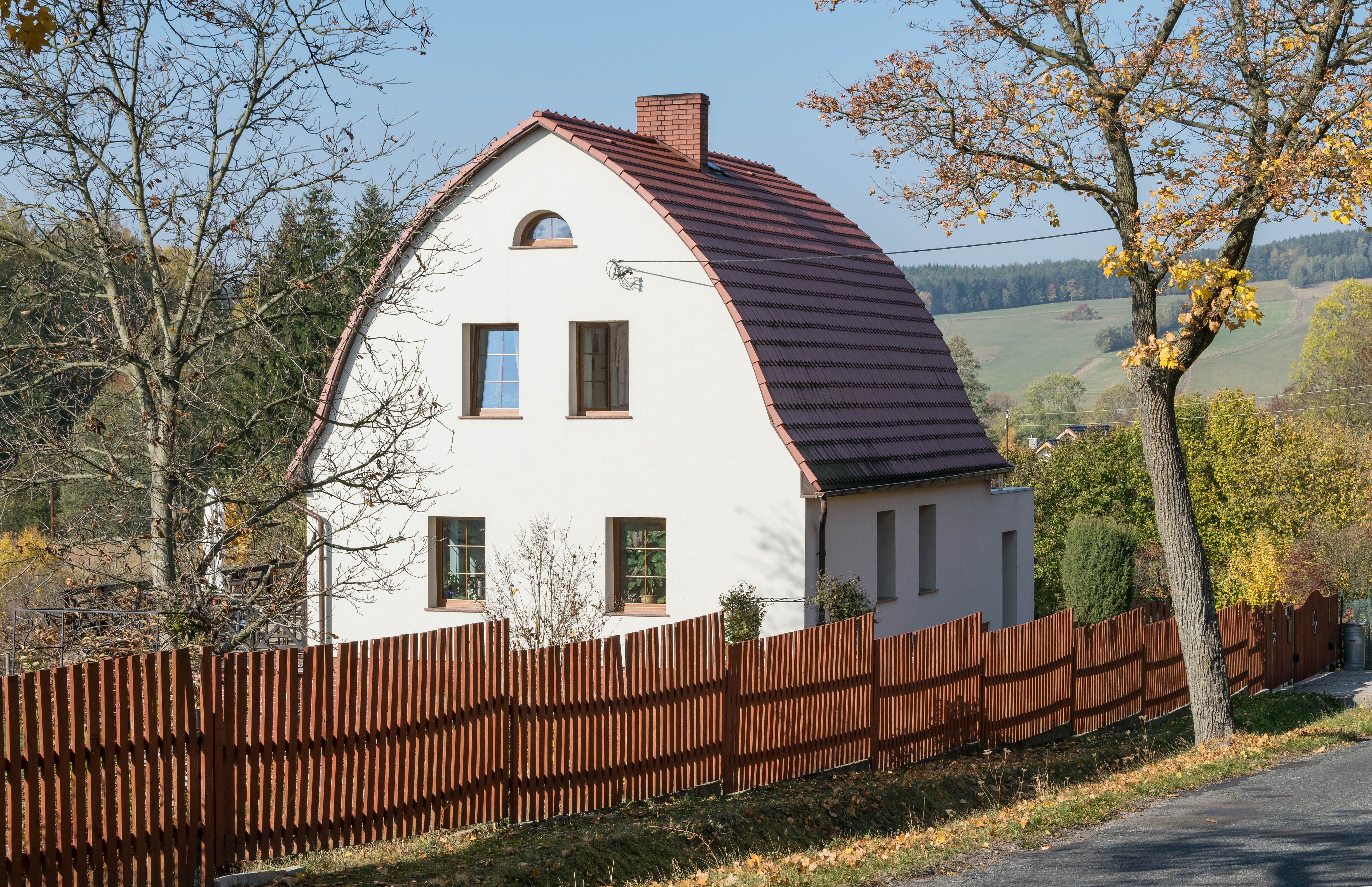
Jugów, budynek z dachem krążynowym

Dach krążynowy – dach, którego konstrukcja wykonana jest w formie krążyn. Umożliwia to nadanie mu form sferycznych. Taki rodzaj dachu zwany jest także od nazwiska swego wynalazcy: "dachem Delorme’a". Krążyny, które Philibert Delorme stosował, były w części górnej zaostrzone, co powodowało, że przekrój dachu przybierał formę łuku ostrego.
Przykładami zastosowania dachu krążynowego są: pałac w Pakosławiu, huty w Koszęcinie czy Bruśku (nieistniejące). Stosowany także w zabudowie mieszkaniowej, szczególnie popularny był na Śląsku na początku XX wieku. Zaliczyć do dachów krążynowych należy również dachy niektórych spichrzów, zachowanych w obrębie Starego Miasta w Bydgoszczy.